# Кто эта девчонка?
«Кто эта девчонка?» (англ. Who's That Girl) — американский комедийный фильм 1987 года, снятый Джеймсом Фоули по сценарию Эндрю Смита и Кена Финклмана. Главные роли исполнили Мадонна и Гриффин Данн. В фильме рассказывается история девушки, которую ложно обвиняют в убийстве своего парня и отправляют в тюрьму. После освобождения она встречает мужчину, который должен позаботиться о том, чтобы она села на свой автобус обратно в Филадельфию, и убеждает его помочь ей поймать тех, кто несёт ответственность за её заключение. Во время поисков они влюбляются друг в друга.
После провала своего прошлого фильма 1986 года «Шанхайский сюрприз» Мадонна решила подписаться на ещё один комедийный фильм под названием «Тюряга», который позже получил название «Кто эта девчонка?». Однако ей пришлось убедить и Warner Bros., и продюсеров фильма, что она была готова к проекту. Мадонна привлекла своего друга Джеймса Фоули к режиссуре. Съёмки начались в Нью-Йорке в октябре 1986 года и продолжались до марта 1987 года. Производство было остановлено в декабре из-за снегопада в Нью-Йорке. Мадонна использовала это время для работы над своим следующим туром и саундтреком к фильму.
Фильм был выпущен 7 августа 1987 года и провалился в прокате, собрав всего 2,5 миллиона долларов в первую неделю, а его итоговые показатели составили около 7,3 миллиона долларов при бюджете от 17 до 20 миллионов долларов. Критики были крайне разочарованы фильмом и режиссурой Фоули. Мировое турне Мадонны Who’s That Girl World Tour в поддержку фильма, напротив, прошло с критическим и коммерческим успехом, принеся в общей сложности 25 миллионов долларов США и собрав аудиторию в 1,5 миллиона человек. Саундтрек также пользовался коммерческим успехом, продавшись тиражом более шести миллионов копий по всему миру, в дополнение к этому заглавный трек стал шестым чарттоппером Мадонны в американском чарте Billboard Hot 100.

## Сюжет
Никки Финн, освободившаяся после четырёх лет отсидки в тюрьме за убийство своего дружка, которое не совершала, собирается разобраться и найти виновного. В это же время адвокат Лайден Тротт готовится жениться на Уэнди Уортингтон, дочери своего босса.

## В ролях
| Актёр               | Роль                          |
| ------------------- | ----------------------------- |
| Мадонна             | Никки Финн                    |
| Гриффин Данн        | Лауден Тротт                  |
| Хэвиленд Моррис     | Уэнди Уортингтон              |
| Джон Макмартин      | Саймон Уортингтон             |
| Биби Беш            | миссис Уортингтон             |
| Джон Миллс          | Монтгомери Белл               |
| Роберт Суон         | полицейский инспектор Беллсон |
| Дрю Пиллсбери       | полицейский инспектор Дойл    |
| Коати Мунди         | Рауль                         |
| Деннис Бёркли       | Бенни                         |
| Джеймс Дитц         | Бак                           |
| Фэйт Минтон         | Донован                       |
| Беатрис Колен       | секретарша                    |
| Карен Диана Болдуин | подружка невесты              |

## Съёмочная группа и производство
- Режиссёр: Джеймс Фоули
- Сценаристы: Эндрю Смит (Andrew Smith), Кен Финклмен (Ken Finkleman)

по истории Эндрю Смита
- Продюсеры: Розилин Хеллер (Rosilyn Heller), Бернард Уильямс (Bernard Williams)
- Исполнительные продюсеры: Роджер Бернбаум (Roger Birnbaum), Питер Губер (Peter Guber), Джон Питерс (Jon Peters)
- Композитор: Стивен Брей (Stephen Bray), Патрик Леонард (Patrick Leonard)
- Оператор: Ян де Бонт (Jan de Bont)
- Монтаж: Пембрук Херринг (Pembroke J. Herring)
- Подбор актёров: Гленн Дэниелс (Glenn Daniels)
- Художник-постановщик: Айда Рэндом (Ida Random)
- Художник-постановщик: Дональд Вудрафф (Donald B. Woodruff)
- Декорации: Клаудиа (Cloudia)
- Художник по костюмам: Дебора Линн Скотт (Deborah Lynn Scott)

Производство компаний «The Guber-Peters Company» и «Warner Bros. Pictures» (США).

## Награды и номинации
Патрик Леонард и Мадонна номинировались на премии «Золотой глобус» и «Грэмми» (1988) за песню «Who’s That Girl».